# Harald Kråkenes
Harald Kråkenes, norveški veslač, * 8. julij 1926, † 14. november 2004.
Kråkenes je za Norveško nastopil na Poletnih olimpijskih igrah 1948, 1952 in 1960.
V Londonu je kot član norveškega osmerca osvojil bronasto medaljo. 
Kråkenes je na EP 1949 v četvercu brez krmarja osvojil bronasto medaljo. Kasneje je v isti disciplini nastopil še na OI 1952, leta 1960 pa je na Olimpijskih igrah nastopil v dvojnem dvojcu. 